# Гипотеза Эрдёша — Грэма
Гипотеза Эрдёша — Грэма — предположение в комбинаторной теории чисел относительно проблемы разбиения множества целых чисел, больших единицы, на конечное число подмножеств, одно из которых можно использовать для образования египетской дроби, представляющей единицу. Эрдёш и Грэм высказали предположение, что для любого {\displaystyle r>0} и любой {\displaystyle r}-раскраски целых чисел, больших единицы, имеется конечное одноцветное подмножество {\displaystyle S} этих целых чисел, такое что:
{\displaystyle \sum _{n\in S}{\frac {1}{n}}=1},
и максимальный элемент множества {\displaystyle S} можно ограничить значением {\displaystyle b^{r}} с некоторой константой {\displaystyle b}, независимой от {\displaystyle r}. Известно, что для верности этого утверждения необходимо, чтобы {\displaystyle b} было не меньше числа {\displaystyle e}.
Гипотеза доказана Эрнестом Крутом (англ. Ernest S. Croot, III) в 2003 году, установленная оценка {\displaystyle b} очень велика — число должно быть не больше {\displaystyle e^{167000}}. Результат Крута вытекает из более общей теоремы, утверждающий о существовании представления единицы в виде египетской дроби для множеств {\displaystyle C} гладких чисел в интервалах вида {\displaystyle [X,X^{1+\delta }]}, где {\displaystyle C} содержит достаточно много чисел, сумма обратных величин которых не меньше шести. Гипотеза Эрдёша — Грэма выводится из этого результата путём нахождения интервала, в котором сумма обратных величин всех гладких чисел будет как минимум {\displaystyle 6r}. Таким образом, если целые числа {\displaystyle r}-раскрашены, должно существовать одноцветное подмножество {\displaystyle C}, удовлетворяющее условию теоремы Крута.